# Astragalus dschimensis
Astragalus dschimensis là một loài thực vật có hoa trong họ Đậu. Loài này được Gontsch. miêu tả khoa học đầu tiên năm 1947.